# Город Ярослава
Город Ярослава — принятое в историографии название укреплённого окольного города древнего Киева, который был построен на Старокиевской горе во времена княжения Ярослава Мудрого (1019—1054).

## История
Строительство города Ярослава датируется согласно летописям 1037 годом. В «Повести временных лет» записано: «В лето 6545 (1037 г.) с заложи Ярослав город великий Киев, у него же града суть Златая врата; заложи же и церковь святые Софья, митрополью, и посемь церковь на Золотых воротах Богородица». До этого местность, на которой позже был воздвигнут Софийский собор, была полем «вне града». Подол в низине у Днепра оставался незаселённым.
Город Ярослава располагался на площади свыше 60 га, был окружен рвом с водой глубиной 12 метров и высоким валом длиной 3,5 км, шириной у основания — 30 метров, общей высотой с деревянным частоколом — до 16 метров. Граничил с киевским детинцем — Городом Владимира и другим окольным городом — Городом Изяслава. Проезд между Городом Владимира и Городом Ярослава осуществлялся через Софийские ворота. Главными городскими воротами города Ярослава были Золотые ворота. Граница Города Ярослава от Золотых ворот проходила по нынешней улице Ярославов Вал до Львовской площади (где находились Львовские ворота). С противоположной стороны от Золотых ворот вал проходил к современному Майдану Незалежности. По одной из версий, в районе этой площади находились Лядские ворота. Вал поднимался по современной улицей Костёльной, проходил по Владимирской горке и в районе нынешней Михайловской площади соединялся с валами города Владимира.
В центре Города Ярослава находился Софийский собор. Рядом с ним в XI веке возвели монументальные сооружения — Ирининский и Георгиевский монастыри, княжеский дворец и другие сооружения.
Средний рост мужчин из погребений в Верхнем Киеве оказался намного больше, чем рост населения его посада (Щекавицы), где средняя длина тела мужчин равна 168,9 см: Город Ярослава — 171,3 см, Город Владимира — 174 см, серия 1240 г.— 172,9 см.
Остатки оборонительных сооружений были снесены в середине XIX века в связи с перепланировкой Верхнего города. До нашего времени сохранился Софийский собор и небольшие остатки Золотых ворот.